# Кадренці
Кадренці (словен. Kadrenci) — поселення в общині Церквеняк, Подравський регіон‎, Словенія.